# Raoul Hyman
Raoul Hyman, né le 12 mai 1996 à Durban, est un pilote automobile sud-africain. En 2019, il participe au championnat de Formule 3 avec l’écurie tchèque Sauber Junior Team by Charouz.

## Biographie

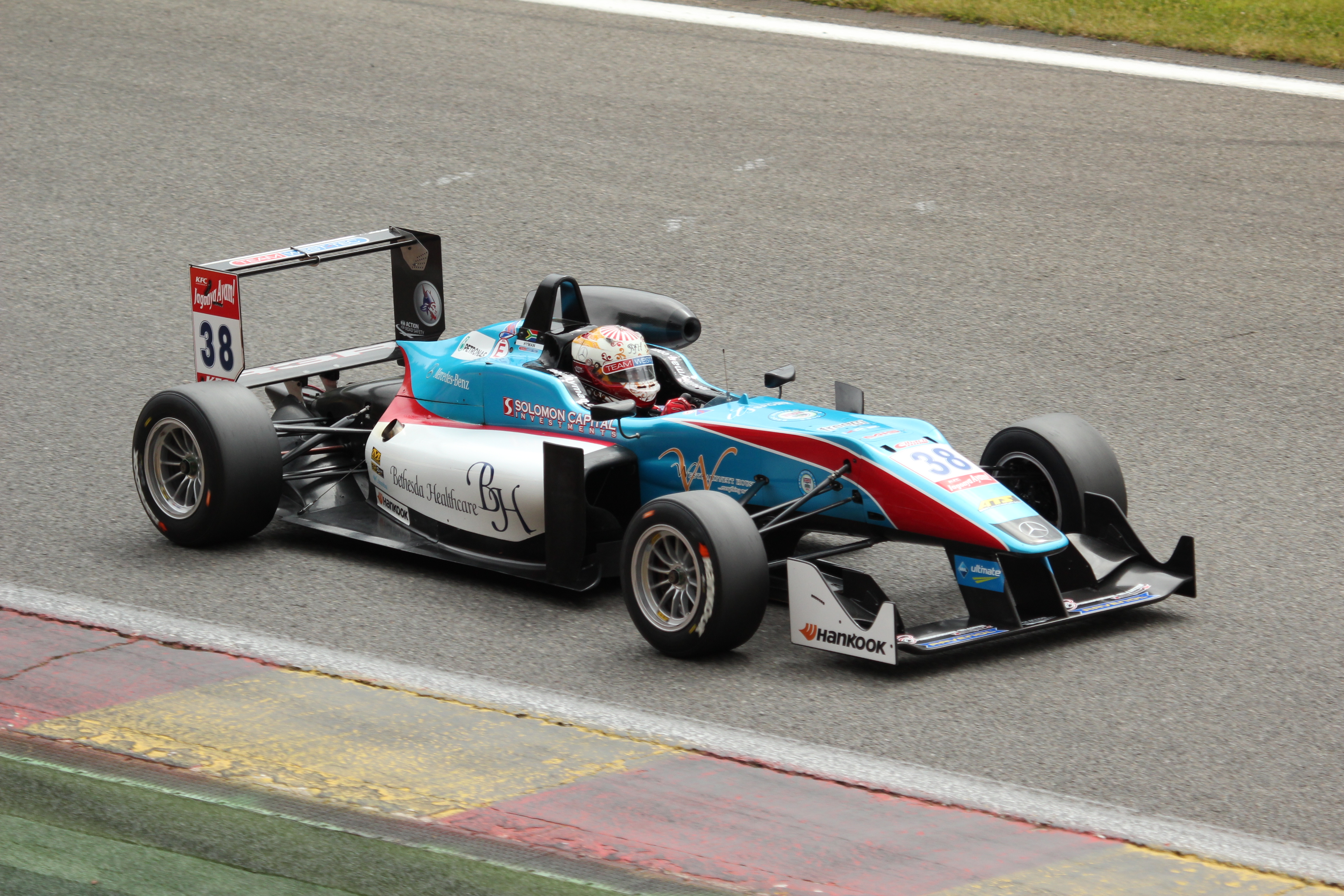
Raoul Hyman en Formule 3 européenne en 2015.

Raoul Hyman commence sa carrière en karting en 2009, où il court jusqu'en 2012. En 2013, il passe à la monoplace où il débute dans le championnat de Grande-Bretagne de Formule 4 concourant pour HHC Motorsport. Avec une deuxième place comme meilleur résultat et quatre podiums, il termine la saison à la septième place du classement général avec 289 points. En 2014, Hyman se réengage dans le même championnat avec la même écurie. Il a remporte quatre courses et monte onze fois sur le podium. En tant que meilleur pilote de son équipe, il se hisse à la troisième place du classement des pilotes avec 465 points.
En 2015, Hyman rejoint l'équipe West-Tec F3 dans le championnat d'Europe de Formule 3 2015. Sa saison se révèle difficile avec une sixième place pour meilleur résultat, il ne marque que 14,5 points et termine la saison à la 21e place du classement général. Pour la saison 2016, Hyman trouve un volant dans l'écurie Carlin cependant il ne dispute que la première manche au Castellet. N'ayant pas participé au reste du championnat, il se classe vingt-deuxième avec un seul point. Parallèlement il dispute également trois courses en Formule 3 britannique où il marque quinze points et se classe vingt-septième.

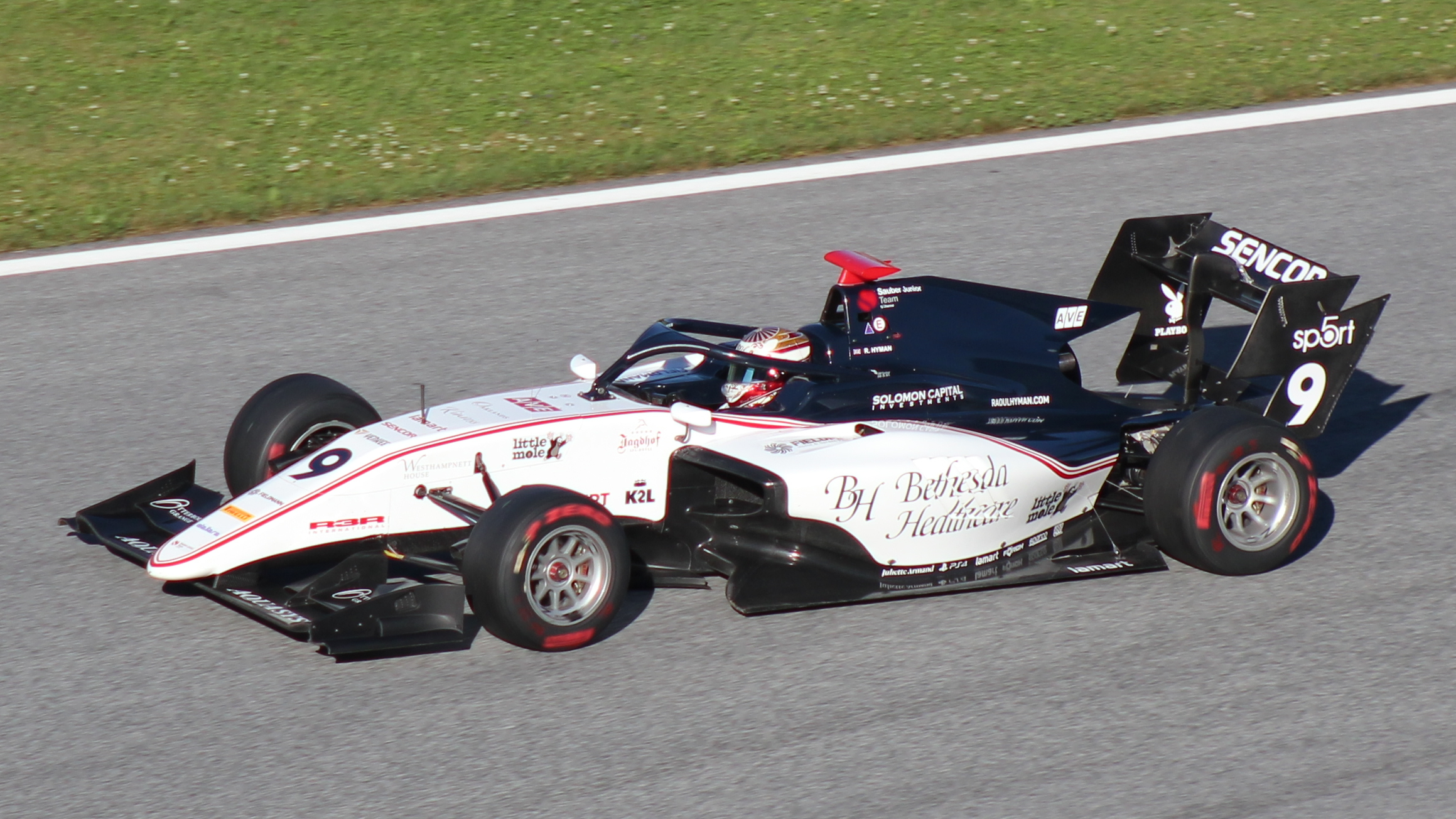
Raoul Hyman en Formule 3 FIA en 2019 sur le Red Bull Ring.

En 2017, Hyman passe en GP3 Series où il signe avec l'écurie Campos Racing. Il remporte une victoire au Red Bull Ring ce qui en fait aussi son seul podium de la saison. Il ne se classe que treizième avec 27 points. Il dispute également deux courses en Euroformula Open où il réalise aussi un podium et se classe également treizième avec 28 points. En 2018 il s'aligne en Formule 3 asiatique avec Hitech Grand prix. Il remporte une victoire et monte à onze reprises sur le podium ce qui lui permet de remporter le titre de championnat avec 227 points.
En 2019, il passe dans le nouveau Championnat de Formule 3 FIA où il intègre l'écurie Sauber Junior Team by Charouz. Il connait la saison la plus difficile de sa carrière, n'inscrivant que deux points et se classant à la vingt-deuxième place au championnat. Sans volant pour 2020, Hyman s'éloigne alors de la monoplace et ne réapparaît plus sur les circuits.

## Résultats en compétition automobile

### Résultats en monoplace
| Saison | Championnat                                 | Écurie                        | Courses | Victoires | Pole positions | Meilleurs tours | Podiums | Points | Classement |
| ------ | ------------------------------------------- | ----------------------------- | ------- | --------- | -------------- | --------------- | ------- | ------ | ---------- |
| 2013   | Championnat de Grande-Bretagne de Formule 4 | HHC Motorsport                | 24      | 0         | 0              | 0               | 4       | 289    | 7e         |
| 2014   | Championnat de Grande-Bretagne de Formule 4 | HHC Motorsport                | 24      | 4         | 2              | 3               | 11      | 465    | 3e         |
| 2015   | Championnat d'Europe de Formule 3           | Team West-Tec                 | 32      | 0         | 0              | 0               | 0       | 14,5   | 21e        |
| 2016   | Championnat d'Europe de Formule 3           | Carlin Motorsport             | 3       | 0         | 0              | 0               | 0       | 1      | 22e        |
| 2016   | Championnat de Grande-Bretagne de Formule 3 | HHC Motorsport                | 3       | 0         | 0              | 0               | 0       | 15     | 27e        |
| 2017   | GP3 Series                                  | Campos Racing                 | 15      | 1         | 0              | 0               | 1       | 27     | 13e        |
| 2017   | Euroformula Open                            | Campos Racing                 | 2       | 0         | 1              | 0               | 1       | 28     | 13e        |
| 2018   | Championnat d'Asie de Formule 3             | Hitech Grand Prix             | 15      | 1         | 0              | 2               | 11      | 227    | Champion   |
| 2019   | Toyota Racing Series                        | Giles Motorsport              | 15      | 0         | 1              | 0               | 4       | 268    | 4e         |
| 2019   | Formule 3                                   | Sauber Junior Team by Charouz | 16      | 0         | 0              | 0               | 0       | 2      | 22e        |
| 2022   | Formule Régionale Amériques                 | TJ Speed Motorsports          | 18      | 11        | 6              | 12              | 16      | 362    | Champion   |
| 2023   | Super Formula                               | B-Max Racing                  | 9       | 0         | 0              | 0               | 0       | 0      | 25e        |
| 2023   | Indian Racing League                        | Goa Aces by JA Racing         | 3       | 2         | 1              | 3               | 3       | 87     | Champion   |
| 2024   | Indian Racing League                        | Goa Aces by JA Racing         | 5       | 3         | 2              | 3               | 3       | 167    | Champion   |
| 2025   | Indian Racing League                        | Goa Aces by JA Racing         |         |           |                |                 |         |        | e          |